# 카지미에시 크로피드워프스키
카지미에시 크로피드워프스키(폴란드어: Kazimierz Kropidłowski, 1931년 8월 16일 ~ 1998년 12월 20일)는 폴란드의 은퇴한 육상 선수로 주 종목은 멀리뛰기이다.